# برخانوس دل ریال کمینو
برخانوس دل ریال کمینو (به اسپانیایی: Bercianos del Real Camino) یکی از دهستان‌های اسپانیا است که در استان لئون، اسپانیا واقع شده‌است.

## خصوصیات
برخانوس دل ریال کمینو ۳۴٫۲۴ کیلومترمربع مساحت و ۲۰۲ نفر جمعیت دارد و ۸۵۴ متر بالاتر از سطح دریا واقع شده‌است.